# Сёстры Гонгадзе
Дина и Нина Гонгадзе (англ. Dina vs Nina Caliente) — персонажи игр серии The Sims. Были впервые представлены в The Sims 2 в образе золотоискательниц, стремившихся добраться до семейных богатств семьи Гот.  

## Описание
Дина и Нина Гонгадзе — две девушки, сёстры-близнецы, впервые представленные в The Sims 2, как жительницы Новосельска. Дина и Нина — молодые женщины латино-арабского происхождения, с тёмной кожей, желтыми и рыжими волосами. Мать сестёр — Нигат Аль Махмуд, а отец — Фламенко Гонгадзе — был наполовину пришельцем, так его родил отец, опылённый пришельцами после похищения. 
Дина и Нина — золотоискательницы, положившие свой глаз на пожилого и богатого вдовца Мортимера Гота. Связь между Готами и Гонгадзе не случайна. Покойный муж Дины — Майкл Холостякки был братом Беллы Гот, пропавшей жены Мортимера. На момент событий игры сёстры безработные, живут на участке и у них мало денег. Гонгадзе живут по соседству с Доном Лотарио и находятся с ним в романтических отношениях, образуя тайный любовный треугольник. Дина также находится в романтических отношениях с Мортимером Готом и одержима идеей заключить брак по расчёту, чтобы получить его состояние. Если игрок не поженит Дину и Мортимера, то на дом Гонгадзе нападёт вор.
В The Sims 3, в которой события хронологически происходят в прошлом, сёстры жили в городке Барнакл Бей и находились в романтических отношениях со многими мужчинами в городке.
В The Sims 4, которая предлагает альтернативный сюжет, Гонгадзе живут со своей матерью Катриной и Доном Лотарио в Оазис Спрингс. Катрина мечтает стать знаменитостью и работает в сфере развлечений. Вместе с бесплатным обновлением от 2023 года внешность Гонгадзе была изменена, чтобы лучше соответствовать канону из The Sims 2.

## Восприятие
Редакция Game Rant заметила, что Сёстра Гонгадзе приобрели культовый статус среди поклонников The Sims, как одни из ведущих лиц в истории исчезновения Беллы Гот, которая обсуждается на фанатских форумах уже на протяжении 20 лет. Одна из главных теорий, выдвинутых фанатами гласила, что Гонгадзе с Доном Лотарио были причастны к исчезновению, так как Белла мешала им подобраться к состоянию Мортимера Гота, на это также намекает тот факт, что сёстры переехали в Новосельск незадолго до исчезновения Беллы. Фанаты в том чиcле выдвигали теорию, что по вине сестёр Белла была похищена пришельцами, так как сёстры каким то образом связались с пришельцами, учитывая наличие пришельца в их генеалогическом древе.    
Любовный треугольник сестёр с Доном Лотарио также является самым известным среди поклонников франшизы. Журналистка TheGamer заметила, что нет такой семьи во франшизе The Sims с такой запутанной предысторией, как Гонгадзе.    
После выхода The Sims 4, некоторые игроки остались недовольны дизайном сестёр Гонгадзе, которые стали заметно светлее и обвинили создателей в вайтвошинге. Итогом этого стало обновление, где внешность сестёр была изменена, чтобы лучше соответствовать канону из The Sims 2.    
Представительница Screen Rant выразила надежду увидеть сестёр Гонгадзе в предстоящей экранизации и заметила, что на роль Дины лучше всего бы подошла актриса Карен Гиллан.